# Anne Depetrini
Pour les articles homonymes, voir Petrini.
Anne Depetrini, née le 21 septembre 1969, est une comédienne, animatrice de télévision et réalisatrice française.

## Biographie

### Débuts de journaliste et percée télévisuelle
Anne Depetrini est diplômée en 1992[réf. nécessaire] de l'école supérieure de commerce de Paris, établissement où elle a complété sa formation par un master spécialisé en médias, obtenu en 1993[réf. nécessaire].
Durant les années 1990, elle devient journaliste économique et travaille pour le magazine financier Le Revenu français,.
Anne Depetrini commence sa carrière télévisuelle sur la chaîne M6. En 1996-1997, elle présente le bulletin météo de la mi-journée durant l'émission La Grande Famille de Canal+. Elle coprésente ensuite l'émission Un autre journal aux côtés de Philippe Gildas,.
Durant les années 2000, elle est également journaliste et chroniqueuse pour le magazine 20 ans.
Fréquemment invitée sur le plateau du jeu Burger Quiz (2001-2002 puis de retour de 2018), présenté par Alain Chabat, puis par elle-même lors de quelques émissions, elle anime notamment Demandez le programme sur la chaîne Comédie !, le magazine bimensuel L'œil de Téva sur la chaîne éponyme, et l'émission de cuisine À vos marques, prêts, cuisinez ! sur France 2.
En septembre 2021, elle rejoint l’équipe de chroniqueurs de Quotidien, sur TMC.

### Passage à la comédie
En 2006, elle joue Cendrillon au théâtre aux côtés d'Helena Noguerra, dans la pièce Et après, mise en scène par Dominique Farrugia.
Durant l'année 2009, elle est sociétaire du jeu La Porte ouverte à toutes les fenêtres, diffusé par France 4, animé par Cyril Hanouna et produit par Dominique Farrugia.
En 2010, elle sort son premier long-métrage en tant que réalisatrice, la comédie romantique Il reste du jambon ?. S'inspirant de sa propre expérience, elle y traite du choc des cultures et des religions à travers la formation d'un couple de trentenaires franciliens. Les rôles principaux sont confiés à Ramzy Bedia (également co-auteur) et à Anne Marivin. Il reste du jambon ? rassemble 787 000 spectateurs dans les salles françaises.
Deux ans plus tard, elle joue dans Dépression et des potes d'Arnaud Lemort, puis La Clinique de l'amour, d'Artus de Penguern, où elle joue l'infirmière Hélène.
La même année, elle revient au journalisme en animant l'émission hebdomadaire Anne, des modes et des moods sur la chaîne web thématique Rendez-vous à Paris, produite par l'agence CAPA, diffusé sur YouTube.
En juin 2018, elle est au casting des Affamés. En juillet sort son second film en tant que réalisatrice, L'école est finie, avec Bérengère Krief en tête d'affiche.

### Vie privée
Elle est la fille unique d'une mère professeure d'allemand et d'un père ingénieur aux Ponts et Chaussées. À partir de 1999, elle partage sa vie avec le comédien Ramzy Bedia et a deux filles nées de cette union, Ella et Ava. Ils se séparent en 2011.[réf. nécessaire]

## Filmographie
Sauf indication contraire, les informations mentionnées dans cette section peuvent être confirmées par les bases de données cinématographiques IMDb et Allociné,  présentes dans la section « Liens externes ».

### Actrice

#### Cinéma
- 2008 : Seuls Two de Éric et Ramzy : la jeune femme
- 2012 : Dépression et des potes d'Arnaud Lemort : Julie
- 2012 : La Clinique de l'amour d'Artus de Penguern : Hélène
- 2018 : Les Affamés de Léa Frédeval : Isabelle
- 2018 : L'école est finie d'elle-même : Josy

#### Télévision
- 1993 : Une famille en or (émission) : Candidate
- 2004-2006 : Trois pères à la maison (série télévisée) : Caroline
- 2013 : La Smala (pilote) de Gaël Leforestier[réf. nécessaire]
- 2017: Des jours meilleurs (série télévisée, saison 2) : la mère de Charlie
- 2018 : Plan cœur (série télévisée, saison 1) de Noémie Saglio : Valérie
- 2022 : Tous Inconnus (téléfilm) de Nicolas Hourès : Elle-même

### Réalisatrice
- 2010 : Il reste du jambon ?
- 2018 : L'école est finie
- 2020 : Belle, belle, belle (téléfilm) - adaptation du film I Feel Pretty

### Scénariste
- 2010 : Il reste du jambon ?
- 2018 : L'école est finie

### Autres participations
- 2001-2018 : Burger Quiz

## Théâtre
Sauf indication contraire ou complémentaire, les informations mentionnées dans cette section peuvent être confirmées par la base de données Les Archives du spectacle.
- 2006 : Jour de neige, d'Elsa Valensi, mise en scène de Philippe Lellouche : Liz
- 2023 : Anne Depetrini (seule en scène adapté de son livre La Quête) d'elle-même, mise en scène d'Alex Lutz
- 2025 : À côté (seule en scène), réadaptation par Benjamin Guedj de son spectacle Anne Depetrini

## Publication
- La Quête (ou éventuellement un titre bien meilleur), Flammarion,  (ISBN 9782080242310), 2021
- Tous les moments, Flammarion,  (ISBN 978-2080466563), 2025